# Jacob Nijhoff
Jacob Nijhoff (Arnhem, 1 oktober 1723 - aldaar, 1794) was een Nederlandse boekhandelaar, drukker en uitgever in Arnhem.

## Leven en werk
Nijhoff werd in 1723 te Arnhem geboren als zoon van Isaac Nijhoff en Christina van Rijsselenburg. Nijhoff trouwde op 15 oktober 1752 met Maria Meurs. Uit dat jaar dateert ook de eerste vermelding van zijn activiteiten als drukker en uitgever in Arnhem. In de jaren daarna verschenen er steeds meer door Nijhoff uitgegeven werken in Arnhem. De zaken breidden zich uit en in 1766 kocht hij met zijn vrouw het huis "De Klok" in de Turfstraat te Arnhem. Hij woonde al daarvoor in de Turfstraat want in 1763 was hij officier van het Turfstraatsche vaandel. In 1780 kochten zij het naastgelegen huis "Bij de Pomp". In 1787 kregen zij inkwartiering in beide huizen van Pruisische soldaten, een bezettingsmacht van Frederik Willem II van Pruisen. Na zijn overlijden in 1794 werd het bedrijf voortgezet door zijn weduwe Maria Meurs, samen met zijn zoon Christiaan. Na 1801 kreeg Christiaan alleen de leiding over het bedrijf. Na diens overlijden in 1806 werd de zaak verkocht. Een andere zoon Paulus had in 1782 het uitgeversbedrijf van zijn overleden schoonvader Louis de Gast overgenomen.
Nijhoff was de eerste in een geslacht, dat nog diverse uitgevers zou kennen. Onder anderen zijn zonen Christiaan en Paulus, zijn kleinzoon Isaac Anne en zijn achterkleinzonen Paulus en Martinus. Deze Martinus Nijhoff stichtte een uitgeverij in Den Haag en ook onder zijn nakomelingen bevinden zich meerdere uitgevers.
De oudste zoon van Nijhoff en Maria Meurs, Isaac Nijhoff, werd procureur in Arnhem en vervulde de functie van schout in Renkum, Doorwerth en Rozendaal.